# Bergeria schoutedeni
Bergeria schoutedeni là một loài bướm đêm thuộc phân họ Arctiinae, họ Erebidae.